# Азербайджано-малайзийские отношения
Азербайджано-малайзийские отношения — двусторонние отношения между Азербайджаном и Малайзией в политической, экономической, культурной и иных сферах.

## Дипломатические отношения
Малайзия признала независимость Азербайджана 31 декабря 1991 года.
Дипломатические отношения между Азербайджаном и Малайзией впервые были установлены 5 апреля 1993 года.
Посольство Азербайджана в Малайзии было открыто в 2007 году.
Представительство Малайзии в Баку открылось 1 апреля 2014 года.
12 сентября 2014 года открылось посольство Малайзии в Азербайджане.
В парламенте Азербайджана действует межпарламентская рабочая группа по отношениям с Малайзией. Руководитель группы — Вюгар Байрамов.
В 2014 году стороны подписали совместную декларацию о дружественных отношениях и партнерстве между Азербайджаном и Малайзией.

## В области экономики
Сотрудничество между двумя государствами осуществляется главным образом в области энергетики и транспорта.
В Азербайджане функционирует малайзийская компания Petronas, которая осуществляет совместную деятельность с рядом азербайджанских компаний в сфере энергетики. За годы деятельности нефтяная компания Petronas вложила в экономику Азербайджана свыше 4 млрд. долларов. 
Осуществляется сотрудничество между Petronas и ГНКАР. В 2016 году между Petronas и ГНКАР было подписано два меморандума о взаимопонимании по поиску нефти на месторождении Гошадаш, поставкам сжиженного газа для электростанций ГНКАР в Египте, Индии и на Мальте.
В результате совместной деятельности в 2013 году был запущен первый телекоммуникационный спутник Азербайджана Azerspace-1.
В 2018 году одна из нефтяных компаний присоединилась к проекту «Шахдениз».
В первой половине 2016 года экспорт Малайзии в Азербайджан составил 26.289 млн долларов США.

### Товарооборот (тыс. долл)
| Год  | Экспорт Азербайджана | Импорт Азербайджана | Сумма товарооборота |
| ---- | -------------------- | ------------------- | ------------------- |
| 2011 | 663 989,91           | 37 307,75           | 701 297,66          |
| 2012 | 370 669,24           | 19 000,21           | 389 669,45          |
| 2020 | 60 658,28            | 68 843,26           | 129 501,54          |
| 2021 | 512,74               | 76 539,56           | 77 052,3            |
| 2022 | 38 889,16            | 54 537,88           | 93 427,04           |

Основными продуктами экспорта являются: топливо, химические компоненты, пальмовое масло.

## Туризм
В 2017 году в Малайзии побывало свыше тысячи туристов из Азербайджана. По сравнению с 2016 годом, количество туристов из Азербайджана увеличилось на 12,1 %.
Для малайцев упрощена визовая процедура. Гражданин Малайзии имеет возможность получить визу по приезде в международный аэропорт Азербайджана.
17 октября 2018 года в Куала-Лумпуре между Ассоциацией туризма Азербайджана и Агентством по туризму Малайзии был подписан меморандум о сотрудничестве.
В марте 2016 года между Азербайджанской авиакомпанией Silk Way Airlines и малайзийской авиакомпанией MASkargo был подписан меморандум о сотрудничестве.

## Международное сотрудничество
Правительство Азербайджана поддерживают позицию Малайзии в рамках Совета Безопасности ООН. Малайзия поддерживает резолюции Организации исламского сотрудничества по карабахскому конфликту.
Партнёрство двух стран осуществляется в рамках АСЕАН.

## В области культуры
Между высшими учебными заведениями Малайзии и Азербайджана подписаны меморандумы о взаимопонимании (меморандум о взаимопонимании между Университетом Куала-Лумпур и Бакинской высшей школой нефти, меморандум о взаимопонимании между Северным университетом и Азербайджанским экономическим университетом, меморандум о взаимопонимании между Университетом АДА и Малайзийским институтом дипломатии и иностранных дел).
В 2014 году между Азербайджанским государственным информационным агентством (АЗЕРТАДЖ) и Малайзийским национальным информационным агентством (БЕРНАМА) заключено соглашение о сотрудничестве.
В августе 2015 года в Баку были проведены дни Малайзии в Азербайджане.
18-20 сентября 2015 года по инициативе посольства Малайзии и министерства туризма Азербайджана проведён Фестиваль культуры Малайзии.